# 에데족
에데 족(베트남어: Ê Đê / 𠲖帝) 또는 라데 족(Rhade, Rade)은 베트남 남부의 오스트로네시아인 계열의 소수민족이다. 1999년 기준으로 270,348명이 있다.

## 언어
라데 어는 오스트로네시아어족의 말레이폴리네시아어파 계열인 참파 어 계열 중 하나이다. 다른 참파 어는 베트남 중부와 아체 주, 수마트라에서 말해진다. 참파 어는 인도네시아, 말레이시아, 마다가스카르 그리고 필리핀 언어와 훨씬 더 멀리 연계되어 있다.
참파는 1920년대 라틴어를 기반으로 표기체계를 발전시켰다.

## 갤러리

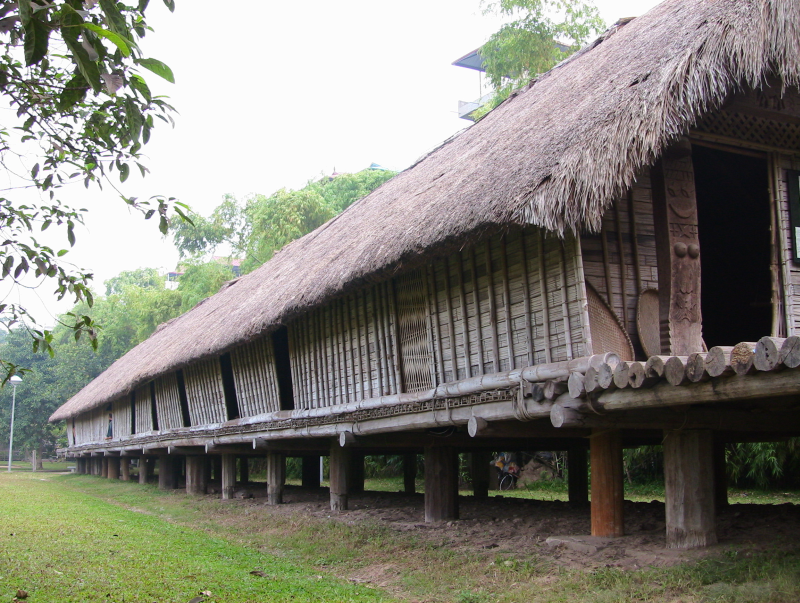
라데족의 롱하우스
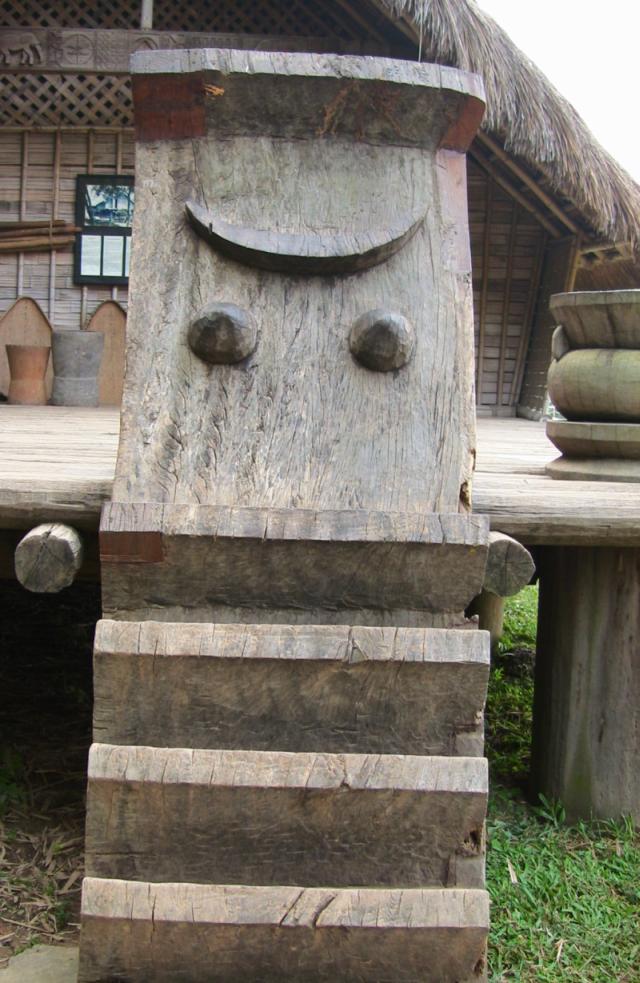
계단
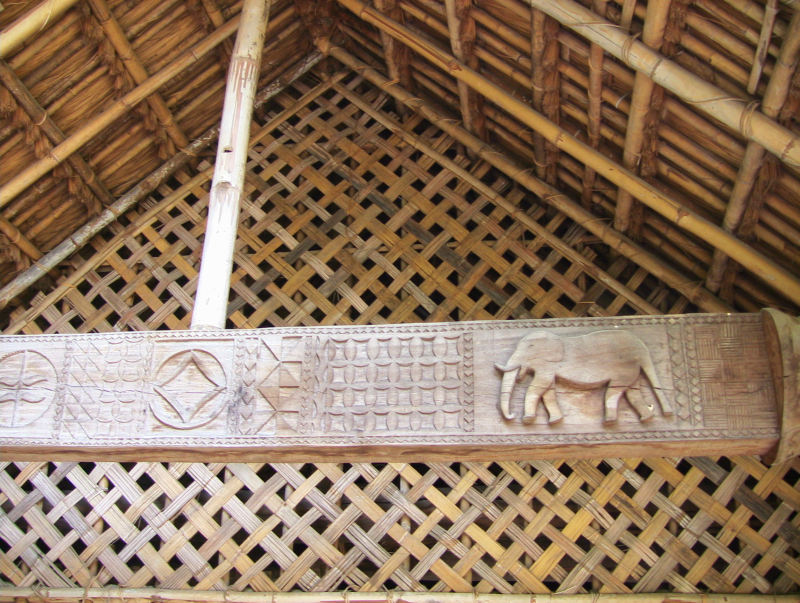
장식된 대들보
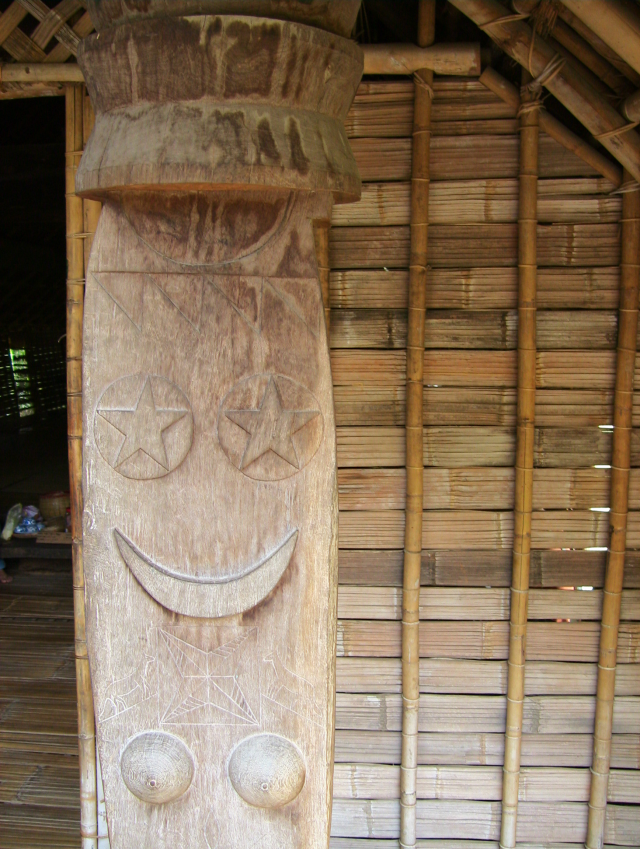
별과 달, 가슴이 조각된 기둥
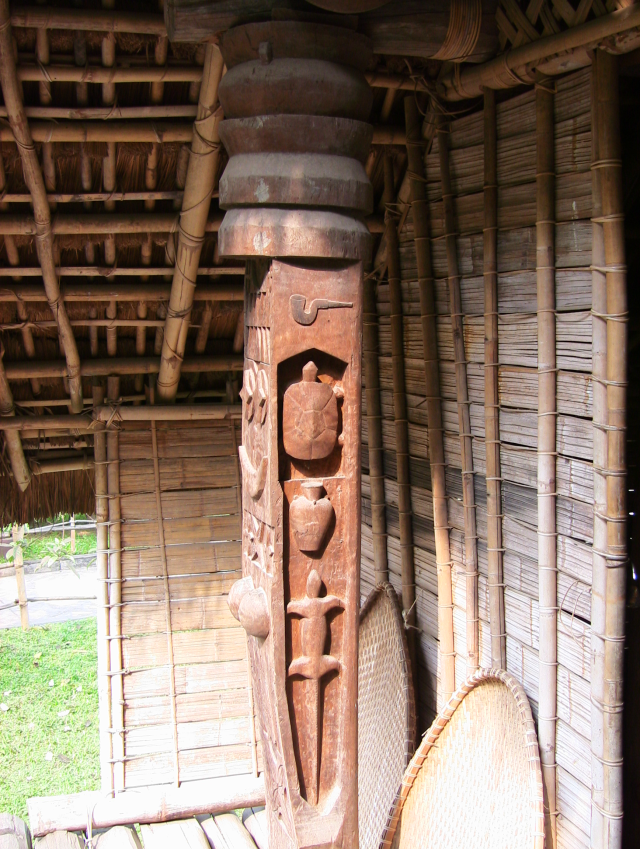
거북, 이구아나, 와인잔, 담배파이가 조각된 기둥
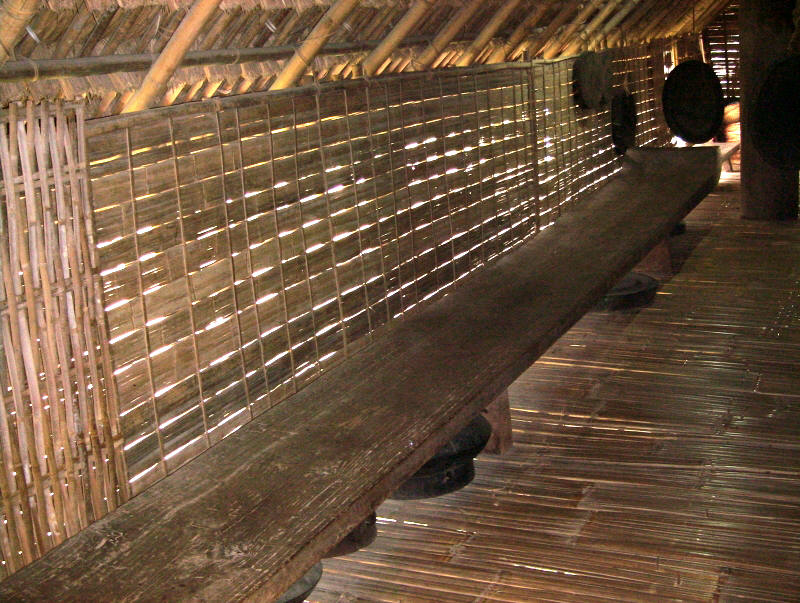
롱하우스 내부의 대나무벽과 마루, 나무벤치
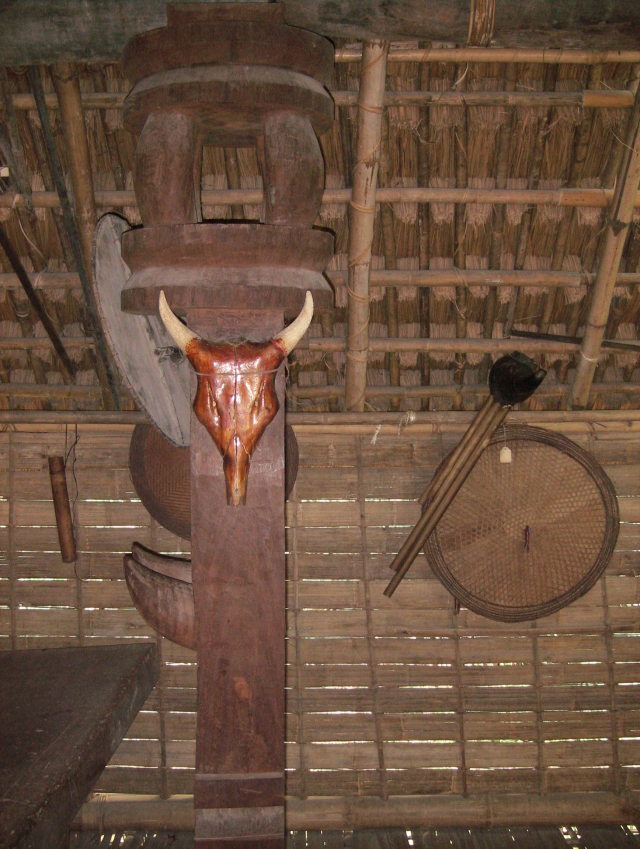
물소뿔, 소머리 등이 새겨진 기둥
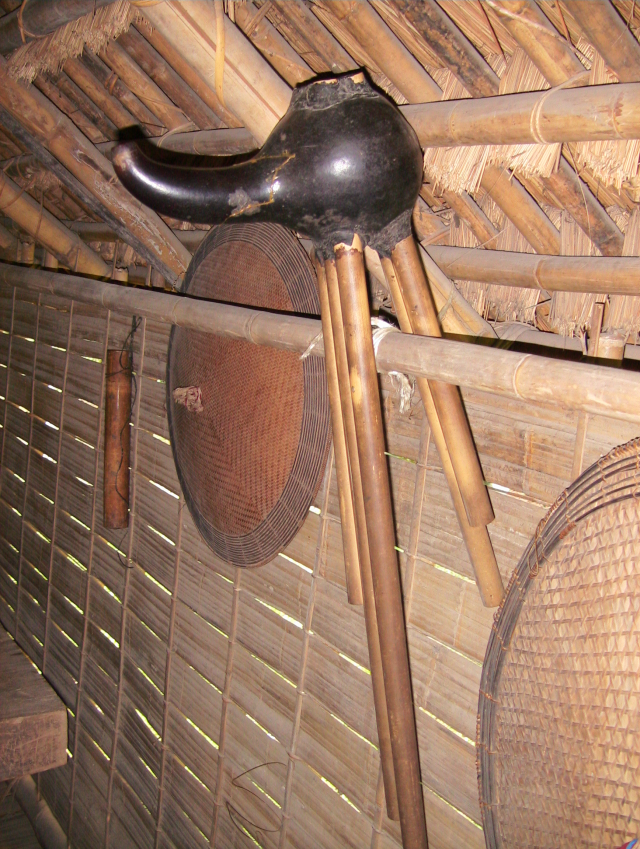
벽에 걸린 딩남
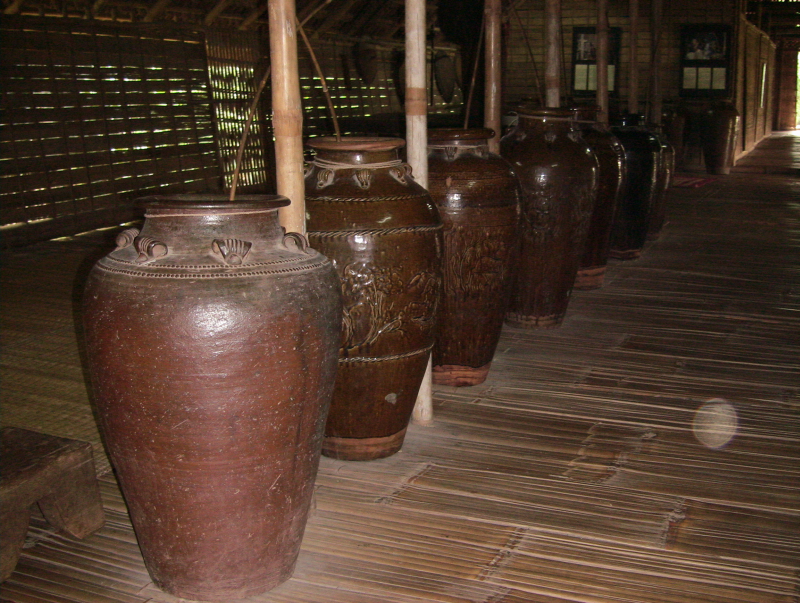
술병
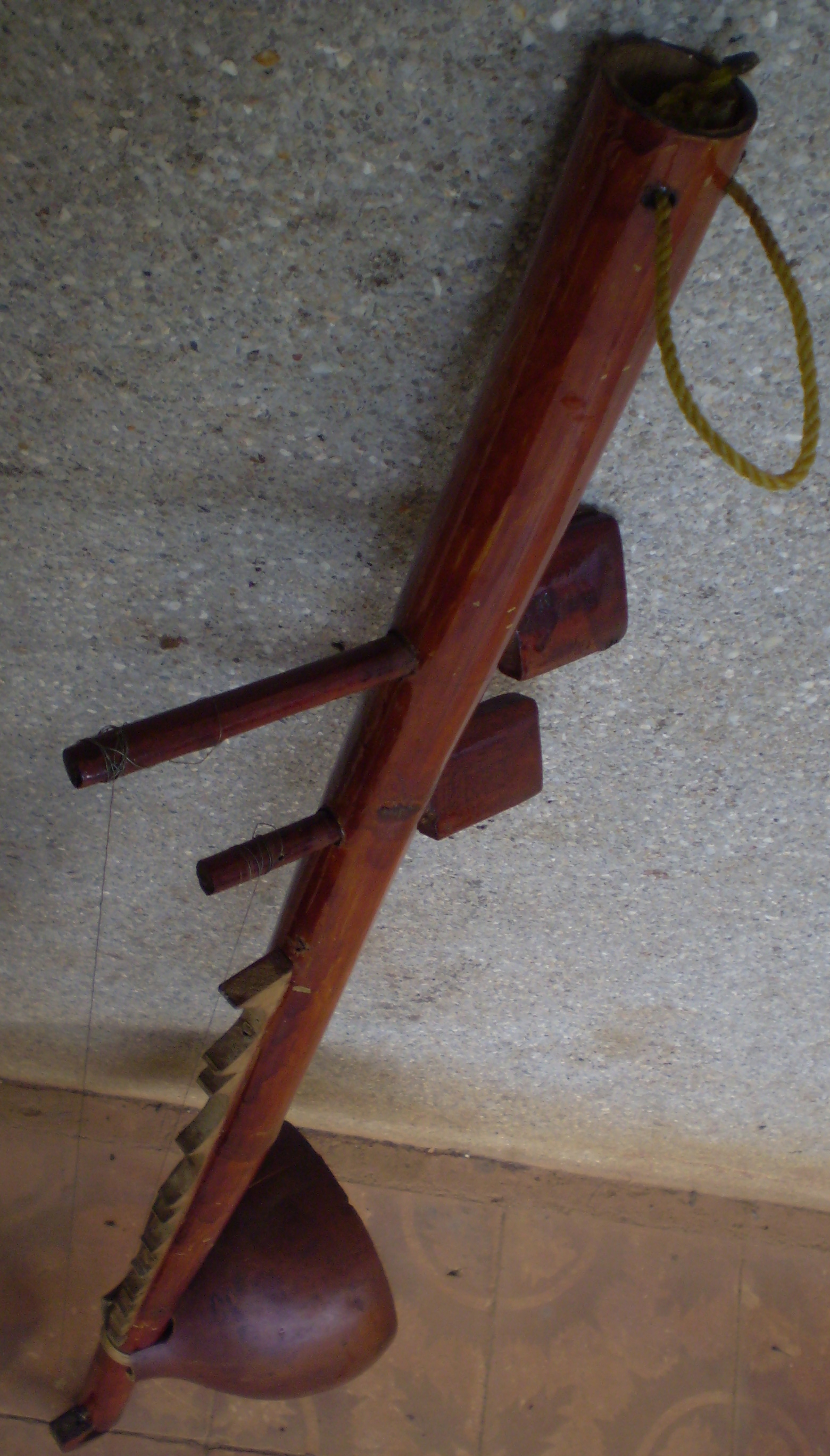
에데족의 악기